# Chloantha hyperici
Chloantha hyperici – gatunek motyla z rodziny sówkowatych. Zamieszkuje Europę i zachodnią część Azji po Afganistan na wschodzie; ponadto zawleczony został do Australii. Preferuje suche i ciepłe siedliska otwarte. Gąsienica jest monofagiem dziurawców.

## Taksonomia
Gatunek ten opisany został po raz pierwszy w 1775 roku przez Johanna N.C.M. Denisa i Ignaza Schiffermüllera pod nazwą Noctua hyperici. Jako miejsce typowe autorzy wskazali okolice Wiednia. W nowym rodzaju Chloantha umieścili go w 1836 roku Jean Baptiste Boisduval, Jules Pierre Rambur i Adolphe Hercule de Graslin, jednak jeszcze w drugiej połowie XX wieku gatunek ten klasyfikowany bywał w rodzaju Actinotia.
W obrębie gatunku wyróżnia się dwa podgatunki:
- Chloantha hyperici hyperici (Denis & Schiffermüller, 1775)
- Chloantha hyperici svendseni (Fibiger, 1990)

Drugi z wymienionych opisany został po raz pierwszy w 1990 roku przez Michaela Fibigera pod nazwą Actinotia hyperici svendseni. Jako miejsce typowe autor wskazał Herrhamrę w Szwecji.

## Morfologia

### Owad dorosły
Motyl ten osiąga od 29 do 34 mm rozpiętości skrzydeł. Głowa jego cechuje się płaskim czołem. Czułki u obu płci mają formę nitkowatą. Tułów jest krępej budowy. Przednie skrzydło osiąga od 13 do 15 mm długości i jest stosunkowo wąskie. Tło ma szare. Z nasadowej części skrzydła wychodzi podłużna, gruba, czarna pręga. Nasadowa część skrzydła przed tą pręgą jest biaława, a za nią ciemnoszara z rudym odcieniem. Część wierzchołkowa skrzydła ma barwę ciemnoszarorudą z serią grubych, czarnych kresek między żyłkami. Plama okrągła i nerkowata są ubarwione brązowo z jasnymi obrączkami. Linia zewnętrzna jest delikatnie półksiężycowana lub ząbkowana. Skrzydło tylne ma tło szare lub brązowawe, u samców jaśniejsze niż u samic.
Genitalia samca mają szeroką walwę o całkowicie zanikłym wyrostku. Grzbietowa strona zaokrąglonego i znacznie węższego od walwy kukulusa jest zaopatrzona w kilka ostrych wyrostków. Kilka grubych cierni jest umieszczonych na edeagusie.
Genitalia samicy mają silnie wydłużone gonapofizy przednie. Przewód torebki kopulacyjnej jest mocno pofałdowany i na całej długości silnie zesklerotyzowany. Płytka przedwaginalna jest dobrze wykształcona, zesklerotyzowana i ma kształt poprzecznej listwy. Torebka kopulacyjna jest pojedyncza, stosunkowo szeroka i krótsza niż jej przewód mierzony wraz z długością ósmego tergitu odwłoka. W torebce brak jest znamion.

### Larwa
Gąsienica ma ubarwienie ciała czerwonobrązowe. W części grzbietowej biegną podłużne linie dorsalne i subdorsalne o żółtej barwie i ciemnobrązowym obrzeżeniu. Bokami ciała, na wysokości przetchlinek biegnie para szerokich pasków spirakularnych o żółtym kolorze.

## Ekologia i występowanie
Owad ten zamieszkuje suche i ciepłe siedliska otwarte, takie jak murawy psammofilne, ugory i suche stoki. Spotykany też jest na pobrzeżach lasów i polanach. W Alpach dochodzi do wysokości 1700 m n.p.m. Owady dorosłe w środkowej i północnej części Europy pojawiają się w dwóch pokoleniach, z których pierwsze lata między końcem kwietnia i połową czerwca, a drugie między połową lipca a początkiem września. W południowej części zasięgu występują trzy pokolenia, z których pierwsze lata w marcu, kwietniu i maju, drugie w lipcu i sierpniu, a trzecie, we wrześniu, październiku, a nawet listopadzie. Odżywiają się nektarem roślin, w tym nawłoci kanadyjskiej. Sporadycznie przylatują do sztucznych źródeł  światła. Gąsienice są fitofagami, żerującymi na dziurawcach, najczęściej na dziurawcu zwyczajnym, ale także na dziurawcu czterobocznym. Młodsze gąsienice żerują całą dobę, natomiast starsze tylko w nocy, dnie spędzając ukryte na powierzchni gleby.
Gatunek palearktyczny. W Europie znany jest z Portugalii, Hiszpanii, Andory, Wielkiej Brytanii, Francji, Belgii, Luksemburgu, Holandii, Niemiec, Szwajcarii, Liechtensteinu, Austrii, Włoch, Watykanu, Danii, Szwecji, Norwegii, Finlandii, Litwy, Polski, Czech, Słowacji, Węgier, Białorusi, Ukrainy, Rumunii, Mołdawii, Bułgarii, Słowenii, Chorwacji, Bośni i Hercegowiny, Serbii, Czarnogóry, Albanii, Macedonii Północnej, Grecji oraz europejskich części Rosji i Turcji. Występuje na licznych wyspach Morza Śródziemnego, w tym na Balearach, Sardynii, Korsyce, Sycylii, Krecie, Dodekanezie, Cykladach i Cyprze. W Azji znany jest z azjatyckiej części Turcji, Zakaukazia (w tym z Armenii), Syrii, Izraela, Turkmenistanu, Iraku, Iranu i Afganistanu. Ponadto zawleczony został do Australii. Podgatunek Ch. h. svendseni ograniczony jest w swym zasięgu do południowej Norwegii, południowej Szwecji, południowej Finlandii i północnej Danii.
W środkowej części Europy gatunkowi zagraża intensyfikacja rolnictwa i zabudowywanie dogodnych siedlisk. W 1998 roku umieszczony został na „Czerwonej liście zwierząt zagrożonych Niemiec” jako gatunek obecnie niezagrożony.